# プリンス・オブ・ストライド
『プリンス・オブ・ストライド』（PRINCE OF STRIDE）は、日本のメディアミックス作品。略称は「プリスト」、「POS」。

## 概要
架空のエクストリームスポーツ「ストライド」に魅せられた男子高校生と、それに憧れて上京してきた女子高校生の青春模様を描く。企画・原作はFiFSの曽我部修司が、キャラクターデザインはFiFSのののかなこが担当。また音楽は渡部恭久とGAINGAUGEが共同で担当している。
コンテンツは『電撃Girl's Style』（KADOKAWA アスキー・メディアワークス）で2012年4月に企画発表後、2012年7月からのビジュアルノベル連載を皮切りにドラマCD、コンピュータゲーム、テレビアニメなど多岐な分野に渡って展開される。
公式サイトトップの見出しは「本当にカッコいいのは、本気になったヤツだけ。」
2015年10月に、マチ★アソビの企画で「『プリンス・オブ・ストライド』スペシャルステージ in マチ★アソビ〜眉山を駆け抜けろ！〜」と題したイベントが開催され、キャスティングリストには山下大輝、諏訪部順一、鈴木達央らの男性声優が名を連ねること、アニメのオープニングテーマをOxT(オクト)が担当すること、東京・秋葉原にあるアミューズメントフルーツパーラー「AutumnLeaf」とのコラボレートする企画が決定したことなどが公表された。なお、このイベントでの出演者は方南学園のジャージを着て出演しており、山下の場合自身が演じる人物が一条館高校の生徒のため、異例であった。

## ストライド
本作の題材となる競技で、パルクールと駅伝競走を組み合わせたものに近い、1レースに出場できるのは2チームまでで、6人一組のチームのうち5人がランナーとして街中に設置された約400mの障害物のあるコースをリレー方式で全力で走り、次走者へのリレーは「リレーショナー」と呼ばれる指揮者の指示で「テイクオーバーゾーン」の区間内でハイタッチをすることで走者を交代（リレーション）する。リレーショナーには各走者へ指示を送るためのヘッドホン型インカムと、走者の位置・速度が表示されるアプリをインストールしたタブレットが、ランナーにはリレーショナーからの指示を受ける為のイヤホンとアプリ用のGPS内蔵の腕時計がそれぞれ貸与される。リレー時は次走者が前走者を追いかける形が理想であるとされ、この為リレーショナーによる次走者のスタートタイミングが合わないとリレーに失敗したり双方ぶつかってケガをする場合もある。
ユニフォームは上半身は長袖のジャージ、下半身は短パン。胸部や袖部にはスポンサーが掲示されるが、これは「街がまるごとステージになる」という競技の特性上、遠征費など予算が多く必要となる為である。ストライドの大会自体は「祭り」の要素を持っており、特に東日本高校ナンバーワンを決める大会「エンド・オブ・サマー（略称：EOS）」は一大イベントとして多くの若者の憧れの舞台となっている。このEOSに出場するには各地で開催される「トライアルツアー」で勝ち抜く必要がある。

## 登場人物
担当声優（「声」）は各プロジェクト共通。「演」は舞台のもの。各学校の立ち位置は、ビジュアルノベルを元に表記する。

### 方南学園（ほうなんがくえん）
主な舞台となる、東京都の高校。かつてはストライドの名門として知られ、2年前はEOSで準決勝まで進むも翌年は予選落ち、さらに部員不足で廃部寸前まで落ちぶれていた。ジャージは白基調で青と赤のラインが入る。
アニメおよび舞台では部員が2名以下で廃部となることから、ストライド部自体が将棋部との兼業体制を取っていた。

### 主人公
桜井奈々（さくらい なな）
声 - 花澤香菜、演 - 桃瀬美咲（エピソード1 - 4）、松永有紗（エピソード5）
本作の主人公。身長155cm、体重46kg。1年生。方南学園ストライド部（通称：スト部）に憧れ、北海道から単身上京。廃部寸前のストライド部を立て直す為に入部。マネージャー志望であったが、部員不足からリレーショナーも兼務することになる。素直でがんばり屋な性格。ゲームでは名前の変更が可能で、メインキャラのうちフルボイスではない。

### ヒーロー
八神陸（やがみ りく）
声 - 木村良平、塩谷綾子（幼少時代）、演 - 伊崎龍次郎
本作のヒーロー。身長174cm、体重58kg。1年生。明るく誰とでも仲良くなれる性格で他の部活でも助っ人をこなすなど運動神経は抜群。ただしカバディが苦手らしい（することよりも発音が難しいので）。
部活勧誘に際してスト部だけは避けたかったようだが、アニメでは部員が仕組んだ学内レースを経てスト部入りすることになる。
藤原尊（ふじわら たける）
声 - 岡本信彦、あいざわゆりか（幼少時代）、演 - 蒼木陣
本作のもう一人のヒーロー。身長176cm、体重61kg。1年生。地味目でストイックな性格。中学の頃からストライド一筋で、クラブのU-15で活躍していた。
普段はメガネをしているが、ランナーの時にはコンタクトをする。
小日向穂積（こひなた ほづみ）
声 - 小野賢章、演 - 熊谷魁人
身長165cm、体重54kg。2年生。ノリが良く、歩と小芝居のような軽口を叩き合うが、面倒見のいい性格。家では3人の幼い弟妹の面倒も見ている。
アニメでは奈々や陸たちが入学する前年（1年生時）に起こった揉め事でスト部が廃止寸前になったところを守ろうとした。ゲームでは父が亡くなってしまう。
支倉ヒース（はせくら ヒース）
声 - 小野大輔、演 - 岸本卓也
身長183cm、体重71kg。3年生でスト部の部長。日本人の父とイギリス人の母との間に生まれたハーフで、家族の事情でファッションモデルを務めることも。ガサツだが面倒見のいい兄貴分。
門脇歩（かどわき あゆむ）
声 - 下野紘、演 - 白石康介
身長170cm、体重60kg。2年生。将棋部部長とスト部の掛け持ち。運動神経は高くないが、それを知識と努力でカバーしている。
アニメでは一人だけの「将棋同好会」をしていたところに仲の良かった穂積に誘われスト部兼将棋部員となるが、トライアルツアーの対三橋戦で無理なショートカットをして重傷を負い入院。恭介の復帰後は補欠メンバーとなる。
久我恭介（くが きょうすけ）
声 - 諏訪部順一、演 - 鮎川太陽
身長186cm、体重74kg。3年生。スト部の元エースだったが現在は退部。一般の方南生からは不良として恐れられているが、見た目に反して性格は穏やかで自ら暴力を振るうことは決してしない。奈々や楓は動画で彼と巴のリレーションを見たのが切っ掛けで、ストライドにハマった。
アニメでは前年度のトライアルツアーでのヒースのリレーションミス（リレーショナーが相手のブラフに引っかかったことが原因）から起こった部内の傷害事件の責任を負って退部（それは部を守る為の行動であった）。その後ヒースや部員の説得もあってスト部に復帰する。
壇悠次郎（だん ゆうじろう）
声 - 置鮎龍太郎、演 - 新井裕介
身長180cm、体重69kg。スト部のコーチ。学校では現代国語を担当し、1年生のクラス担任も務める。四字熟語マニア（アニメのみ）。
河原崎莉子（かわらざき りこ）
声 - 宮原永海、演 - 水越朝弓
身長159cm、体重49kg。奈々のクラスメイト。新聞部所属で、スト部を応援している。アニメには登場せず。

### 西星学園（さいせいがくえん）
神奈川県の高校。方南のトライアルツアー第1戦の舞台である栃木県・那須温泉郷で知り合う。アニメでは吉祥寺でのエキシビジョンレースの相手として登場し、アニメ・ゲーム共に方南との合同合宿を行っている。EOSにも出場し、方南と準決勝を戦うが惜しくも敗れる。
学校には芸能科もあり、ストライド部員は「ギャラクシー・スタンダード」（略称：ギャラスタ）というアイドルグループも兼ねて活躍する（部員が歴代メンバーを務めており、現在で8代目）。ジャージは赤と黒を基調とする。
諏訪怜治（すわ れいじ）
声 - 宮野真守、演 - 平牧仁（エピソード1 - 2、5）、小早川俊輔（エピソード3 - 4）
身長178cm、体重65kg。3年生で部長。常に余裕ある表情を見せる。ギャラスタではメインボーカル。ゲームおよび舞台では、奈々のことを北海道出身ということで"どさんこちゃん"と呼んでいるが、北海道育ちというだけで生まれは東京なので、厳密にいうと道産子ではない。
黛静馬（まゆずみ しずま）
声 - 平川大輔、演 - 小林涼
身長184cm、体重62kg。3年生のリレーショナー。怜治の幼馴染。ギャラスタではパフォーマンスリーダー。普段は怜治のことを"怜治様"と呼ぶが、二人きりになったときなど"怜治"と呼ぶこともある。
千代松万太郎（ちよまつ ばんたろう）
声 - 江口拓也、演 - 松本ひなた
身長179cm、体重60kg。3年生。チームのムードメーカー。ギャラスタではパフォーマー。ゲームでは、小日向が元気のない場面によく出てくる。楓のことを"めーちゃん"（楓＝メープルだから）と呼んで門脇のことを"わっきー"妹尾のことを"たっすん"遊馬のことを"すまっち"と呼ぶなど、独特のあだ名をつける。
妹尾匡（せのお たすく）
声 - 鈴木達央、演 - 仲田博喜
身長181cm、体重71kg。2年生。京ことばを話す。ギャラスタではパフォーマー。地方から来たため、同じ地方組の千代松と山根と一緒に暮らしている。怜治のことを尊敬しているが、それ以外では辛辣。
黛遊馬（まゆずみ あすま）
声 - 小野友樹、演 - 田中尚輝
身長172cm、体重59kg。2年生で静馬の弟。ギャラスタではパフォーマーで、作詞作曲もこなす。朗らかな明るい性格で陸と仲が良い。
奥村楓（おくむら かえで）
声 - 豊永利行、演 - 三原大樹
身長161cm、体重46kg。1年生で小柄だが、その実力からレギュラー入りした。また、一年生のレギュラーは珍しいという。ギャラスタではボーカル担当だが、ダンスも得意。方南の恭介の大ファンで、テレビアニメでは久我の真似をする場面もある。
山根勝司（やまね かつじ）
声 - 永野善一
身長183cm、体重95kg。ギャラスタのマネージャー。見た目通りの心優しい人物。奈々たち曰く「北海道の熊を思い出す」。東京で万太郎、匡と共同生活中。
加瀬玄二郎（かせ げんじろう）
ギャラスタのプロデューサー。
シャルル・近藤（シャルル・こんどう）
西星学園ストライド部コーチ。
城戸貴也（きど たかや）
ストライド部7代目部長でOB。

### 三橋高校（みはしこうこう）
埼玉県の高校。端午の節句には、レギュラーメンバー全員で鯉のぼりを揚げるらしい。方南学園の作内初戦（方南にとってスポンサー獲得をかけたエキシビジョンレース）の相手で、吉祥寺を舞台に戦う（アニメでは後述の西星学園がこれを務める）。アニメではトライアルツアー第1戦の対戦校として登場し、熱海が舞台となる。
ジャージは緑のグラデーション。
鴨田慶（かもだ けい）
声 - 松岡禎丞、演 - 鐘ヶ江洸
身長179cm、体重63kg。2年生でストライド部部長。低迷していたチームを立て直すなど手腕に優れる。
鴨田侑（かもだ ゆう）
声 - 花江夏樹、演 - 影山達也
身長181cm、体重60kg。3年生で慶の実兄。リレーショナー兼副部長。穏やかだが気が弱いところがあり、弟に頼りがちになっている。
嶋葵（しま あおい）
声 - 河西健吾、演 - 勧修寺玲旺
身長165cm、体重53kg。2年生。アイドルのような容姿で女子のファンも多い。奈々のことを、"ギャルッショナー"と呼んでいる。小学生時代、西星学園に所属していて、西星スト部には弟の茜がいるらしい。
針ヶ谷久人（はりがや ひさと）
声 - 濱野大輝、演 - 中島拓斗
身長182cm、体重63kg。2年生。無口。ゲームでは、ちゃんと喋っている。
永福武志（えいふく たけし）
声 - 村田太志、演 - 澤田拓郎
身長185cm、体重63kg。2年生。チーム最速のランナー。
長塚乃彦（ながつか のぶひこ）
声 - 山本格、演 - 横山真史
身長192cm、体重90kg。2年生。ポジティブな性格でいつも笑顔。何でも信じてしまう。

### 長嶺高校（ながみねこうこう）
新潟県の高校。方南のトライアルツアー第1戦の相手。ここ数年で実力を伸ばしており、大会には地元から多数の応援が駆けつける。アニメには登場せず。
ジャージはオレンジと灰色の四つ割。
柿倉健吾（かきくら けんご）
声 - 手塚ヒロミチ
身長186cm、体重70kg。3年生で部長。「かきくけこ」のニックネームを持つ。チームスポンサーでもある製菓会社の御曹司。
宇都宮傳（うつのみや でん）
声 - 柳田淳一
身長186cm、体重70kg。3年生でリレーショナー。ロック魂を持つ熱い男。
新飯田輝実（にいだ てるみ）
声 - 小林裕介
身長188cm、体重71kg。3年生。自らを「テルミー」と呼び、一般人には理解できない口調で話す。明るい性格。
真鳥竣（まとり しゅん）
声 - 古川慎
身長175cm、体重60kg。2年生。「ストライドはモテる」と聞いて入部しているが、今は真面目にやっているらしい。
逢沢睦史（あいざわ ちかし）
声 - 石谷春貴
身長170cm、体重56kg。2年生。器械体操の経験がある。
五関豪人（ごせき ごうと）
声 - 天﨑滉平
身長162cm、体重50kg。1年生。純情な性格。

### 花京院高校（かきょういんこうこう）
宮城県の高校。方南とはトライアルツアーで知り合う。アニメではEOS決勝トーナメント進出校4チームのひとつとして登場し、まず組み合わせを決めるタイムトライアルで方南と競った後、決勝戦で再戦する。
ジャージは黒と金基調。
八神巴（やがみ ともえ）
声 - 櫻井孝宏、演 - 北村健人
身長181cm、体重69kg。3年生。方南の陸の実兄。かつて方南に在学した後、アメリカ留学の為中退。後に帰国し花京院に編入する。
維田天（いだ あまつ）
声 - 柿原徹也、演 - 校條 拳太朗
身長174cm、62kg。1年生。ビッグマウスの持ち主だが実力は周囲も認めている。
夏凪瞳弥（なつなぎ とうや）
声 - 蒼井翔太、演 - 原野正章
身長172cm、体重58kg。1年生のリレーショナー。落ち着いた口調で喋る。
青葉南平（あおば なんぺい）
声 - 野瀬育二、演 - 塩口量平
身長187cm、体重75kg。3年生で部長。義理人情に篤い。
五十公野哉（いずみの はじめ）
声 - 逢坂良太、演 - 丸山直之
身長177cm、体重62kg。2年生。了の双子の兄。
五十公野了（いずみの りょう）
声 - 花江夏樹、演 - 大橋典之
身長177cm、体重62kg。2年生。哉の双子の弟。
桜井譲（さくらい じょう）
声 - 大川透、演 - 増田裕生
身長181cm、体重77kg。奈々の父親で、花京院のコーチ。ストライドを日本に普及させた立役者でもあり「キング」の異名を取る。
娘を置き去りにし、仕事に没頭していた。アニメでは奈々が父の花京院入りを知ったのはタイムトライアルの時であり、一方父も娘がストライドを始めたと聞いて驚いている。EOS開催前に再会し奈々に花京院入りを勧めるが、これを断ると「信じた道に懸命になれ」とアドバイスを贈る。

### 一条館高校（いちじょうかんこうこう）
北海道の高校。トライアルツアー第2戦の方南の相手として地元の札幌を舞台に戦う（アニメでは新宿駅周辺）。
ジャージはピンク基調。
姫宮悠李（ひめみや ゆうり）
声 - 山下大輝、演 - 村田恒
身長169cm、体重55kg。3年生。ロシア人の父と日本人の母とのハーフ。私服では女と間違われることも。黒髪と金髪を半分で分けたお下げ髪をしており、同じ髪型の奈々を目の敵にする。
堂園志貴（どうぞの しき）
声 - 石川界人、演 - 谷佳樹
身長176cm、体重62kg。3年生のリレーショナー。常に笑顔を忘れない性格。ゲームでは、試合に負け奈々に手を挙げるシーンもある。
獅子原馨（ししばら かおる）
声 - 小林裕介、演 - 田邊謙
身長198cm、体重93kg。3年生。幼い頃から数々の競技で優勝してきた「神童」。
鷲見紀世斗（わしみ きよと）
声 - 手塚ヒロミチ、演 - 船木政秀
身長179cm、体重68kg。3年生。姫宮の子分その1。
鮫島改（さめじま あらた）
声 - 河西健吾、演 - 阿瀬川健太
身長175cm、体重61kg。3年生。子分その2。子分の中で唯一モテる。
蜂屋鉄（はちや てつ）
声 - 松岡禎丞、演 - 松本唯
身長173cm、体重60kg。3年生。子分その3。見た目がチャラい。

### 市場高校（いちばこうこう）
千葉県にある高校で、EOSで優勝経験のある強豪校。方南とはトライアルツアーで知り合う。アニメには登場せず。
ジャージは紫と白基調。
伊泉忍（いずみ しのぶ）
声 - 野瀬育二、演 - 村上渉
身長182cm、体重73kg。3年生で部長。男気溢れる性格。
戸丸寛助（とまる かんすけ）
声 - 室元気、演 - 田口涼
身長177cm、体重62kg。2年生でリレーショナー。口は悪いがそれは愛情の裏返し。
益成一騎（ますなり いっき）
声 - 濱野大輝、演 - 岩瀬恒輝
身長179cm、体重76cm。3年生。チームのブレーン的存在。
碓氷光（うすい ひかり）
声 - 村田太志、演 - 新井雄也
身長173cm、体重59kg。3年生。広い額と「常に上から目線」が特徴。
間瀬暁嗣（まぜ あきつぐ）
声 - 柳田淳一、演 - 大島崚
身長179cm、体重72kg。3年生。根は優しいが、それに反発するように不良っぽく見せている。
相良潔（さがら きよし）
声 - 古川慎、演 - 天野周平
身長175cm、体重62kg。3年生。間瀬とは幼馴染。ド天然な性格。

### 椿町高校（つばきまちこうこう）
愛知県の高校。前年度のEOS優勝校。 アニメでは前年のトライアルツアーで方南に勝っている。アニメには登場せず。
ジャージは水色を基調とする。
湊柊護（みなと しゅうご）
声 - 室元気、演 - 菅原昌規
身長180cm、体重70kg。3年生で部長。前年大会優勝の立役者。普段はとても穏やかな性格だが、怒ると怖い。
颯田佳月（さった かづき）
声 - 逢坂良太、演 - 中村太郎
身長179cm、体重68kg。2年生。中学時代は方南の尊の先輩。
閑野誠（しずの まこと）
声 - 石谷春貴、演 - 黒崎澪音
身長173cm、体重60kg。2年生でリレーショナー。相手のリレーショナーを惑わすのが得意。
此村朱己（このむら あけみ）
声 - 天﨑滉平
身長183cm、体重60kg。3年生。常に何かに怯えているような態度を取る。
雨森蓮侍（あめのもり れんじ）
声 - 石川界人
身長175cm、体重63kg。3年生。三國志や戦国武将、ロボットアニメのファン。
安堂久仁雄（あんどう くにお）
声 - 山本格
身長190cm、体重87kg。1年生。一見は日本人離れしており、「アントニオ」のニックネームを持つ。
リレーショナー（名前なし）
声 - 野上翔
アニメに登場する、前年度のトライアルツアーにおけるリレーショナー。ブラフで方南のランナー同士の衝突・失格を誘う。

### その他
ダイアン以外はアニメには登場せず。
高原耕一（たかはら こういち）
声 - 興津和幸
身長178cm、体重66kg。奈々の叔父（母の弟）で、彼女が居候している喫茶店「ピリカ」のマスター。彼女からは「耕ちゃん」と呼ばれる。
さくらちゃん
声 - 織田圭祐
身長172cm、体重58kg。「ピリカ」のウェイトレス（？）をしている、女装趣味のある男。奈々とは昔から付き合いがあり、姉（？）の様な存在。本名は桜小路円（さくらこうじ まどか）。
桜井 秋乃（さくらい あきの）
奈々の母で耕一の姉。奈々を産んだ後、しばらくして亡くなる。
黒部加紋（くろべ かもん）
声 - 永野善一
身長178cm、体重72kg。ストライド競技を統括する「日本ストライド協会」会長。左手を常に手袋で隠している。
支倉ダイアン（はせくら ダイアン）
声 - 大原さやか
身長172cm、体重55kg。ヒースの長姉で、アパレルメーカー「D'sインターナショナル」の社長。
新たなブランド「Runruly」（ランルーリー）を立ち上げ、方南のユニホームスポンサーとなる。ちなみに西星のスポンサーとはライバル関係。
支倉ショーナ（はせくら ショーナ）
声 - 中原麻衣
身長175cm、体重53kg。ヒースの次姉で人気モデル。ダイアンともども弟をからかうのが趣味。
小日向心（こひなた こころ）
声 - 久保ユリカ
穂積の妹。9歳。
小日向勇気（こひなた ゆうき）
声 - 村中知
穂積の弟。6歳。
小日向光（こひなた ひかり）
声 - 芳野由奈
穂積の妹。5歳。

## 書籍

### ビジュアルノベル
シルフコミックスとしてKADOKAWA アスキー・メディアワークスより発売。第3巻にはプリンス・オブ・ストライド サプリメンツのひとつサブストーリーズ feat.方南学園も併録。第4～7巻はイラストもノベルも全話単行本用に新規に書き下ろされた。全7巻。
- 企画・原作 - 曽我部修司 / テキスト - 永川成基（第3巻途中まで）麻日珱 （第3巻途中以降）/ イラスト - FiFS / サブストーリーイラスト - 新井テル子（第3巻）
  1. 2012年11月22日発売 ISBN 978-4-04-891140-5
  2. 2013年8月22日発売 ISBN 978-4-04-891642-4
  3. 2015年7月22日発売 ISBN 978-4-04-865221-6
  4. 2015年8月22日発売 ISBN 978-4-04-865222-3
  5. 2015年12月22日発売 ISBN 978-4-04-865649-8
  6. 2016年3月22日発売 ISBN 978-4-04-865786-0
  7. 2017年8月21日発売 ISBN 978-4-04-892693-5

### ムック
- プリンス・オブ・ストライド オフィシャルファンブック the vision（2016年3月30日）ISBN 978-4-04-865804-1
- ギャラクシー・スタンダード オフィシャルファンブック From プリンス・オブ・ストライド（2017年9月27日）

## 漫画
ぷちすとっ!
『電撃Girl's Style』（KADOKAWA アスキー・メディアワークス）2013年9月号より2016年2月号まで連載。作画はシチ。プリンス・オブ・ストライド サプリメンツという企画の内のひとつの４コマ漫画。公式サイト上でも再掲載された。単行本はビジュアルノベルと同じくKADOKAWAのシルフコミックスより発売。
- 企画・原作 - 曽我部修司 / 作画 - シチ / プロデュース - アスキーメディアワークス　2016年3月22日発売、ISBN 978-4-04-865787-7

プリンス・オブ・ストライド GALAXY RUSH
『電撃マオウ』（KADOKAWA アスキー・メディアワークス）2016年1月号より2016年5月号まで掲載。作画は新井テル子。西星学園ストライド部を描く。

## ドラマCD
KADOKAWA アスキー・メディアワークスより発売。
- プリンス・オブ・ストライド オーディオドラマ LET THE WIND BLOW（2013年8月21日発売、規格品番 MNCA-9072）
- プリンス・オブ・ストライド オーディオドラマ MY FIRST LOVE Vol.1 八神陸＆桜井奈々（2015年11月27日発売、規格品番 MNCA-9104）
- プリンス・オブ・ストライド オーディオドラマ MY FIRST LOVE Vol.2 藤原尊＆桜井奈々（2015年11月27日発売、規格品番 MNCA-9105）
- プリンス・オブ・ストライド オーディオドラマ MY FIRST LOVE Vol.3 小日向穂積＆桜井奈々（2016年1月27日発売、規格品番 MNCA-9106）
- プリンス・オブ・ストライド オーディオドラマ MY FIRST LOVE Vol.4 支倉ヒース＆桜井奈々（2016年1月27日発売、規格品番 MNCA-9107）
- プリンス・オブ・ストライド オーディオドラマ MY FIRST LOVE Vol.5 久我恭介＆桜井奈々（2016年2月25日発売、規格品番 MNCA-9108）
- プリンス・オブ・ストライド オーディオドラマ MY FIRST LOVE Vol.6 諏訪怜治＆桜井奈々（2016年2月25日発売、規格品番 MNCA-9109）
- プリンス・オブ・ストライド オーディオドラマシリーズ Be My Steady（2017年6月10日発売[8]、規格品番 MNCA-9124）
- プリンス・オブ・ストライド オーディオドラマシリーズ Autumn Fes.（2018年3月27日発売[8]、規格品番 MNCA-9125）

## ゲーム
PlayStation Vita用ソフトとして2015年7月30日に発売。

### 主題歌
オープニングテーマ「VOICE」
作詞 - ucio / 作曲・編曲 - TSUGE / 歌 - 宮野真守
エンディングテーマ「You're My Courage」/ 作中歌「RUSH」
作詞 - 大森祥子 / 作曲・編曲 - R・O・N / 歌 - ギャラクシー・スタンダード［諏訪怜治（宮野真守）、黛静馬（平川大輔)、千代松万太郎（江口拓也）、妹尾匡（鈴木達央）、黛遊馬（小野友樹）、奥村楓（豊永利行）］

## テレビアニメ
『プリンス・オブ・ストライド オルタナティブ』のタイトルで、2016年1月より3月までAT-X・TOKYO MX他にて放送された。略称は「POSA」。ストライドでの勝負を主眼に置いており、奈々とスト部部員の恋愛模様は描いていない。

### スタッフ
- 原作デザインワークス - 曽我部修司『プリンス・オブ・ストライド』（電撃Girl's Style）
- 原作キャラクターデザイン - ののかなこ
- 原作グラフィックデザイン - 内古閑智之
- 監督 - いしづかあつこ
- シリーズ構成 - 岸本卓
- アニメーションキャラクターデザイン - 王國年
- 美術監督 - 山根左帆
- 美術設定 - 金平和茂、綱頭瑛子
- 色彩設計 - 大野春恵
- 撮影監督 - 川下裕樹
- 3D監督 - 廣住茂徳
- 編集 - 木村佳史子
- 音響監督 - 明田川仁
- 音楽 - 藤澤慶昌
- 音楽プロデューサー - 山森篤
- 音楽制作 - KADOKAWA
- チーフプロデューサー - 田中信作、江口聡
- プロデューサー - 田中翔、森本翔子、大貫一雄、林洋平、礒谷徳知、新井恵介、吉田勇樹
- アニメーションプロデューサー - 中本健二
- アニメーション制作 - マッドハウス
- 製作 - POSA製作委員会

### 主題歌（アニメ）
オープニングテーマ「STRIDER'S HIGH」
作詞 - hotaru / 作曲・編曲 - Tom-H@ck / 歌 - OxT
エンディングテーマ「Be My Steady」（第2話 - 第7話、第9話、第10話）
作詞 - 大森祥子 / 作曲・編曲 - R・O・N / 歌 - ギャラクシー・スタンダード［諏訪怜治（宮野真守）、黛静馬（平川大輔)、千代松万太郎（江口拓也）、妹尾匡（鈴木達央）、黛遊馬（小野友樹）、奥村楓（豊永利行）］

### 各話リスト
| 話数   | サブタイトル                    | 脚本     | 絵コンテ       | 演出           | 作画監督                                                                  | 総作画監督 |
| ------ | ------------------------------- | -------- | -------------- | -------------- | ------------------------------------------------------------------------- | ---------- |
| STEP01 | ON YOUR MARK 運命のはじまり     | 岸本卓   | いしづかあつこ | いしづかあつこ | 王國年                                                                    | -          |
| STEP02 | BELIEVE いつでも俺はここにいる  | 岸本卓   | いしづかあつこ | 白石道太       | 小畑賢、永吉隆志 市野まりあ、松下純子                                     | 王國年     |
| STEP03 | GALAXY いま、星たちが輝く       | 岸本卓   | いしづかあつこ | 山城智恵       | 日向正樹                                                                  | 王國年     |
| STEP04 | RUN もしも想いがあふれたら      | 安永豊   | 佐山聖子       | 江副仁美       | 山本径子、岡崎洋美 服部益美、桝井一平 黒川飛鳥                            | 吉松孝博   |
| STEP05 | AGAIN あきれるくらい君だけを    | 宮田健吾 | 山城智恵       | 白石道太       | 永吉隆志、松下純子 小畑賢、吉岡敏幸 坂友加里、室山祥子 桐谷真咲、竹本佳子 | 吉松孝博   |
| STEP06 | TEAM 想いをつないで風になる     | 宮田健吾 | 佐山聖子       | 細川ヒデキ     | 宮前真一                                                                  | 王國年     |
| STEP07 | RIVAL 8月の約束                 | 宮田健吾 | 島津裕行       | 山口美浩       | 小畑賢、永吉隆志 坂友加里、竹本佳子 室山祥子、服部憲知 木下由美子         | 吉松孝博   |
| STEP08 | WALL その背中、ただ遠く         | 岸本卓   | 渕上真         | 山城智恵       | 日向正樹                                                                  | 王國年     |
| STEP09 | HOME ここにしかないもの         | 安永豊   | 佐山聖子       | 白石道太       | 小畑賢、永吉隆志 服部益美、吉岡敏幸 桐谷真咲、臼井篤史 本田創一、青野厚司 | 吉松孝博   |
| STEP10 | STAND UP そこにお前がいたから   | 岸本卓   | 山城智恵       | 秦義人         | 山本径子、山崎敦子                                                        | 吉松孝博   |
| STEP11 | HIGH TOUCH 笑顔をくれた君たちへ | 岸本卓   | 佐山聖子       | 細川ヒデキ     | 宮前真一、日向正樹                                                        | 王國年     |
| STEP12 | END OF SUMMER はるかその先へ    | 岸本卓   | 渡邉こと乃     | 渡邉こと乃     | 王國年                                                                    | -          |

### 放送局
| 放送期間               | 放送時間                     | 放送局     | 対象地域 | 備考                                       |
| ---------------------- | ---------------------------- | ---------- | -------- | ------------------------------------------ |
| 2016年1月5日 - 3月22日 | 火曜 23:00 - 23:30           | AT-X       | 日本全域 | CS放送 / 製作委員会参加 / リピート放送あり |
| 2016年1月6日 - 3月23日 | 水曜 0:30 - 1:00（火曜深夜） | TOKYO MX   | 東京都   |                                            |
|                        |                              | サンテレビ | 兵庫県   |                                            |
|                        |                              | KBS京都    | 京都府   |                                            |
|                        | 水曜 1:35 - 2:05（火曜深夜） | テレビ愛知 | 愛知県   |                                            |
| 2016年1月7日 - 3月24日 | 木曜 0:00 - 0:30（水曜深夜） | BS11       | 日本全域 | BS放送 / 『ANIME+』枠                      |

| 配信期間        | 配信時間                     | 配信サイト         | 備考                              |
| --------------- | ---------------------------- | ------------------ | --------------------------------- |
| 2016年1月7日 -  | 木曜 1:00 - 1:30（水曜深夜） | ニコニコ生放送     |                                   |
|                 | 木曜 1:30（水曜深夜） 更新   | ニコニコチャンネル | 第1話常設無料、第2話以降1週間無料 |
|                 | 木曜 12:00 更新              | dアニメストア      |                                   |
| 2016年1月13日 - | 水曜 0:00 更新（火曜深夜）   | GYAO!              | 第1話常設無料、第2話以降1週間無料 |
|                 | 水曜 12:00 更新              | バンダイチャンネル | 第1話常設無料、第2話以降有料      |

### BD / DVD
KADOKAWA メディアファクトリーより発売。
テレビアニメ
| 巻 | 発売日        | 収録話          | 規格品番   | 規格品番   |
| 巻 | 発売日        | 収録話          | BD         | DVD        |
| -- | ------------- | --------------- | ---------- | ---------- |
| 1  | 2016年3月23日 | 第1話 - 第2話   | ZMXZ-10481 | ZMBZ-10491 |
| 2  | 2016年4月27日 | 第3話 - 第4話   | ZMXZ-10482 | ZMBZ-10492 |
| 3  | 2016年5月25日 | 第5話 - 第6話   | ZMXZ-10483 | ZMBZ-10493 |
| 4  | 2016年6月24日 | 第7話 - 第8話   | ZMXZ-10484 | ZMBZ-10494 |
| 5  | 2016年7月27日 | 第9話 - 第10話  | ZMXZ-10485 | ZMBZ-10495 |
| 6  | 2016年8月24日 | 第11話 - 第12話 | ZMXZ-10486 | ZMBZ-10496 |

イベントDVD
- プリンス・オブ・ストライド オルタナティブ FAN MEETING 2016 TO BE ALIVE（2016年10月26日発売、規格品番 ZMBH-10883）

### CD（アニメ）
KADOKAWA メディアファクトリーより発売。
ドラマCD
- TVアニメ プリンス・オブ・ストライド オルタナティブ オーディオドラマ TAKE A DAY OFF（2016年3月23日発売、規格品番 ZMCZ-10599）

キャラクターソング
- TVアニメ プリンス・オブ・ストライド オルタナティブ キャラクターソングCD vol.1（2016年10月26日発売、規格品番 ZMCZ-10621）
- TVアニメ プリンス・オブ・ストライド オルタナティブ キャラクターソングCD vol.2（2016年11月30日発売、規格品番 ZMCZ-10622）
- TVアニメ プリンス・オブ・ストライド オルタナティブ キャラクターソングCD vol.3（2016年12月21日発売、規格品番 ZMCZ-10623）

### 書籍（アニメ）
ムック
- プリンス・オブ・ストライド オルタナティブ オフィシャルファンブック（2016年5月31日）ISBN 978-4-04-892159-6

アンソロジー
- プリンス・オブ・ストライド オルタナティブ 電撃コミックアンソロジー（2016年5月21日）ISBN 978-4-04-865925-3

## ウェブラジオ

### ラジスト！〜RADIO OF STRIDE〜
アニメイトTVにて配信されていた『木村良平・岡本信彦の電撃Girl'sSmile』において、本作に関するミニコーナー「ラジスト！〜RADIO OF STRIDE〜」が設置されていた。

#### CD（ラジオ）
ムービックより発売。
- プリンス・オブ・ストライド ラジスト! ミニドラマ集（2015年9月18日発売、規格品番 MOPS-0001）

### ラジオ・オブ・ストライド オルタナティブ
アニメ放送に合わせて2016年1月7日から3月24日まで『ラジオ・オブ・ストライド オルタナティブ』というタイトルで単独配信された。パーソナリティは木村良平（八神陸 役）と岡本信彦（藤原尊 役）。隔週木曜日更新。
ゲスト
- STEP01：置鮎龍太郎（壇悠次郎 役）
  - 2015年12月13日に行われた公開録音の模様を放送。

- STEP02：下野紘（門脇歩 役）
- STEP03：小野大輔（支倉ヒース 役）
- STEP04：置鮎龍太郎
- STEP05：江口拓也（千代松万太郎 役）
- STEP06：小野大輔、置鮎龍太郎、OxT（オーイシマサヨシ、Tom-H@ck）

## 舞台
『プリンス・オブ・ストライド THE LIVE STAGE』（プリンス・オブ・ストライド ザ・ライブ・ステージ）のタイトルで舞台化。脚本は葛木英、演出は松崎史也が担当。アクション/パルクール指導・演出はHAYATEが担当。略称は「プリステ」。試合シーンでは、パルクール指導を受けたキャストがステージや客席の通路を走り抜け、ストライドを再現する。奈々とスト部部員の恋愛模様は描いておらず、陸、尊、奈々のトリプル主演の作品となっている。当初は2016年より全4部作として上演されたが、エピソード4の大千秋楽にてエピソード5の上演が発表された。

### 上演記録
エピソード1（登場校：方南学園・西星学園・三橋高校）
- 2016年12月9日 - 14日（シアター1010）、2016年12月23日 - 25日（森ノ宮ピロティホール）

エピソード2（登場校：方南学園・西星学園・一条館高校・市場高校）
- 2017年4月22日 - 30日（シアター1010）、2017年5月5日 - 7日（森ノ宮ピロティホール）

エピソード3（登場校：方南学園・西星学園・三橋高校・一条館高校・花京院高校）
- 2017年6月17日 -  25日（シアター1010）、2017年6月30日 - 7月2日（森ノ宮ピロティホール）

エピソード4（登場校：方南学園・西星学園・花京院高校）
- 2017年8月14日 - 20日（シアター1010）、2017年8月25日 - 27日（豊中市立文化芸術センター 大ホール）

エピソード5（登場校：方南学園・西星学園・三橋高校・一条館高校・市場高校・椿町高校・花京院高校）
- 2018年5月31日 -  6月4日（シアター1010）、2018年6月15日 - 17日（森ノ宮ピロティホール）

### キャスト（舞台）
オリジナルキャラクター
- DJストライド - 林修司

エピソード1より登場。ストライドシーンでの実況役。公演前のマナーCMも担当。
- 石動敢（いするぎ いさむ） - HAYATE

エピソード5より登場。

### スタッフ（舞台）
- 企画・原作・デザインワークス - 曽我部修司（FiFS）
- キャラクターデザイン - ののかなこ（FiFS）
- ロゴデザイン - 内古閑智之（CHProduction）
- 原作プロデュース - 電撃Girl'sStyle
- 脚本 - 葛木英
- 演出 - 松崎史也
- パルクール指導・演出 - HAYATE
- プロデューサー - 辻圭介（トライフルエンターテインメント）
- 主催・制作 - トライフルエンターテインメント
- 協力 - オデッセー（東京公演）・サンライズプロモーション大阪（大阪公演）
- 主題歌
  - エピソード1「trust」[18]
  - エピソード2・エピソード3・エピソード4「JUST THE WAY」歌唱 - 生田鷹司（PENGUIN RESEARCH）[19]

### 関連商品（舞台）
DVD・Blu-ray
- プリンス・オブ・ストライド THE LIVE STAGE エピソード1（2017年3月）
- プリンス・オブ・ストライド THE LIVE STAGE エピソード2（2017年9月）
- プリンス・オブ・ストライド THE LIVE STAGE エピソード3（2017年11月）
- プリンス・オブ・ストライド THE LIVE STAGE エピソード4（2018年1月）
- プリンス・オブ・ストライド THE LIVE STAGE エピソード5（2018年11月予定）

CD
- JUST THE WAY（2017年8月13日先行発売[20]）

書籍
- プリンス・オブ・ストライド THE LIVE STAGE メモリアルフォトブック（2017年12月）